# 自立晚報
《自立晚報》，1947年在台灣創辦，是臺灣第一份晚報。

## 歷史

### 2000年以前
- 《自立晚報》創刊於1947年10月10日，為台灣第一份正體中文晚報，一向以「無黨無派、獨立經營」為理念。最初由報人顧培根、首任發行人周莊伯（周莊伯：整編70師政治部主任周漢儀少將，周顧為基隆《自強報》負責人，整編70師機關報）等人創辦，時日出四開紙，發行宗旨是：「完全以國家民族利益為前提，以民眾的信心與希望，替民眾說話，忠實報導，善意批評，積極建議，抨擊壞人，歌頌好人，作為政府與民間進一步合作的橋樑。」[1]1949年，《自立晚報》第一次改組，發行人鄭邦琨、社長婁子匡以舊台幣一億八千萬元買下該報發行權，同年9月18日是本次改組後第一次出報[1]。1950年，該報擴張為對開一大張。1950年4月，該報在台北市萬華區雅江街17號設立印刷廠，工廠及編輯部皆設於此。《浙江民報》的副刊〈未晚隨筆〉改以〈萬家燈火〉作為刊頭繼續刊行。
- 《自立晚報》曾經十次改變經營者、五次搬遷，甚至因政治因素被停刊三次。1950年11月17日，《自立晚報》副刊〈萬家燈火〉刊載香港報紙剪稿〈草山一衰翁〉，遭中華民國政府指涉對當時住在陽明山[2]的中華民國總統蔣中正有不敬之意而遭停刊，並被處以「永不復刊」的處分；1951年，《自立晚報》總主筆鍾鼎文向行政院政務委員蔣經國提議復刊，《自立晚報》於同年9月21日復刊[3]，李玉階任發行人，葉楚瑛為總編輯，胡一貫為總主筆（鍾鼎文代行），這是該報第二次改組。1953年2月，又被迫停刊一星期。1953年10月18日，又被處以停刊三個月。1958年5月2日，李玉階宣布退出中國國民黨，該報報頭左側加標「李玉階聲明無黨無派啟事」聲明行文百字，敘述自五四運動以來加入國民黨，不求聞達，愧無建白。在黨內於法無據處以三個月停刊處分之下，已無勇氣再參加基層小組。絕本無黨無派立場，竭盡言責。1959年6月18日，李玉階復邀吳三連與許金德加入經營該報，協議書第一條定義「本報言論以維護國家民族利益、倡導自由民主法治精神，並以公正客觀、超然於黨派立場為最高原則」[1]，而有了往後的長期規模。1959年8月23日，該報增資，李玉階任董事長，吳三連任發行人，這是第三次改組。1959年9月，該報聘葉明勳為社長，張熙本為副社長，鍾鼎文為總主筆，李子弋為總編輯，王錦昌為總經理。1965年12月，該報增資，許金德任董事長，羅祖光任總編輯。1966年7月，李雅樵接任該報社長。1971年10月17日，該報總部遷入台北市濟南路新廈，同時啟用高速彩色輪轉印報機。1977年4月8日，該報舉辦第一屆大專三強棒球邀請賽。1981年11月16日，吳豐山接任該報社長，顏文閂任總編輯。1987年6月5日，該報軍事記者張友驊首先在台報導三七事件。1987年8月16日，陳國祥接任該報總編輯。1988年1月21日，該報創立《自立早報》而形成自立報系。1988年9月10日，該報在台北縣五股工業區購地興建五股印刷廠。1989年3月15日，自立報系設於台南縣新營鎮的新營印刷廠落成啟用。1989年6月9日，自立報系創立《自立週報》。
- 如上所述，《自立晚報》因政治因素被停刊三次；該報卻一本立場，在反對《出版法》修正、彭明敏〈台灣自救運動宣言〉事件、中壢事件、美麗島事件、桃園機場事件等事件上都進有詳實報導，並且於1987年突破現狀派遣記者李永得、徐璐至中國大陆採訪，贏得讀者的口碑。1993年6月5日，行政院國家科學委員會專題研究報告指出，《自立晚報》是國內最受讀者信賴的晚報。《自立晚報》的「文化出版部」於1980年代末也出版了不少台灣史相關書籍，在台灣文化、歷史、文學的推廣上，扮演很重要的角色。
- 台灣解嚴以後，媒體市場競爭激烈，《自立晚報》虧損連連，吳三連過世後便面臨財團的介入。1993年1月5日，《自立晚報》發行人吳樹民辭職獲准，吳豐山接任發行人。1993年5月14日，《自立晚報》常務董事會通過吳和田任董事長、陳榮傑任社長。1994年5月20日，自立報系在澳洲創立《自立快報》。1994年6月，臺南幫將《自立晚報》股權賣給中國國民黨籍台北市議員陳政忠與中國國民黨籍立法委員陳宏昌[1]。1994年8月15日，統一企業董事長高清愿將自立報系股權轉售給宏福集團。1994年9月12日，《自立晚報》臨時股東會改選董、監事，郭正昭出任董事長及發行人，陳榮傑續任社長。1995年，陳政忠挾宏福集團財力入主《自立晚報》。1995年2月21日，陳政忠與「台灣吉呈科技股份有限公司」簽約，啟用自立報系電腦化系統。1995年2月28日，《自立晚報》與《自立早報》同步改版。1997年3月22日，自立報系進行電腦化後的深度整合「編採合一」及「編採合分稿系統」，編輯部及主筆室成立「言論專案小組」培訓評論人材。1997年3月31日，郭正昭退休，自立報系副董事長陳政輝兼任發行人。1997年10月10日，自立報系台中印刷廠與高雄印刷廠同時建廠完工並啟用印刷機，五股印刷廠完成安裝並啟用每小時可印15萬份報紙的日本西研印報機。
- 1994年7月15日，《自立晚報》與《中時晚報》分別刊登三批和全版廣告，內容是由中央研究院院士李鎮源、國立政治大學新聞學系副教授馮建三、台灣筆會會長李敏勇、《自立晚報》資深記者陳銘城等人具名，正式將自立報系經營權轉移問題公諸社會大眾，呼籲「搶救自立」，希望「新的經營者能尊重自立報系的編採風格，不破壞媒體自主性，讓自立報系員工對臺灣的民主化發展作出更積極的貢獻」[4]。同年8月13日，《自立晚報》頭版頭條〈自立報系即將被賣掉！〉指出，在自立報系賣給陳政忠之後，自立報系多位主筆將不再為自立報系撰寫社論；緊跟著的另一條新聞則指出，自立報系記者正在發起一項要求與資方簽訂「編輯室公約」的聯署簽名，從此展開一連串媒體內外的抗爭活動；這是台灣新聞史上第一個媒體經營權轉移遭媒體員工抗拒的案例，隨後並催生了台灣新聞記者協會[4]。
- 1996年3月14日，《自立晚報》報導，民主進步黨中央黨部與該黨1996年中華民國總統選舉參選人彭明敏競選總部，許多人都認為大勢已去，不願得罪競選連任的中國國民黨籍總統李登輝，「以免影響個人的日後仕途」[5]；同日晚間，彭明敏競選總部在台北縣三重市重新橋下舉行募款餐會，許多人批評該文撰稿記者林瑩秋是中國國民黨與中國共產黨的「國共特務」、「負有特殊使命的記者」；不久，彭明敏競選總部總幹事葉菊蘭帶領數十位穿彭明敏競選總部背心的民進黨支持者前往台北市濟南路二段自立報系總部（台北市中正區濟南路二段15號，出售後拆除改建為成德長月大樓）抗議，砸毀門窗玻璃，並在大門靜坐抗議。諷刺的是，林瑩秋長期主跑民進黨新聞，也是民進黨支持者之一，且與包括葉菊蘭在內的多位民進黨高層人士熟識；多位民進黨高層人士私底下都曾打電話向林瑩秋表示同情與諒解，但無人公開聲援她[6]。同月15日，彭明敏及其副手謝長廷於競選總部召開記者會，批評該文「捏造事實」，並指控這是中國國民黨與中國共產黨聯手的打壓，記者會後即率領競選總部工作人員前往自立報系總部外靜坐抗議，現場聚集群眾數百人；葉菊蘭聲淚俱下地發表「八日反攻宣言」，並勸告國內其他媒體不要「為虎作倀」；自立報系記者回批，彭明敏競選總部將一篇單純的新聞扭曲為「共產黨和國民黨的同路人」，對報社記者不公平；同日19時左右，自立報系代表與葉菊蘭及民進黨主席施明德等人溝通，並發表聲明「對於彭謝總部和民進黨中央造成的傷害，表示遺憾和歉意，未來將會更謹慎處理新聞」，群眾才逐漸散去。[7]林瑩秋說，該文內容全都是她觀察到的事實，寫出來的本意是希望激發選民同情民進黨，沒想到反而淪為選舉造勢的工具[6]。
- 1997年7月1日，紐西蘭《自立快報》在奧克蘭創刊並與澳洲《自立快報》技術合作，首任發行人為謝水發，社長為賴宜廷[8]。
- 1999年1月21日，《自立早報》宣布停刊。[1]
- 1999年2月27日凌晨5點，山集團總裁江道生與中國國民黨籍立法委員張慶忠共同買下《自立晚報》，江道生與陳政忠簽約，江道生接手經營《自立晚報》；同年3月初，江道生從超級電視台（超視）挖角周天瑞擔任《自立晚報》社長，周天瑞從TVBS挖角吳戈卿接任總編輯。[9]
- 1999年3月25日，《自立晚報》召開董事會，江道生與張慶忠以「各自持股一半」方式共同入主《自立晚報》的生態生變，張慶忠退股，江道生無力吃下張慶忠股權；於是江道生退出《自立晚報》，張慶忠全數購入江道生股權，張慶忠接手經營《自立晚報》，周天瑞留下一封聲稱自己被打壓的告別信後無預警離職，吳戈卿尚未跨進《自立晚報》就跳槽象山集團。[9][10]1999年4月初，張慶忠引進和信企業團旗下公司捷和建設總經理王振方以個人身分幫忙《自立晚報》瘦身裁員，但和信企業團與王振方否認張慶忠買下江道生股權的新台幣2億多元資金來自和信企業團。[9]

### 2000年以後
- 2000年，因921大地震導致房地產價格大跌，許多建設公司陷入財務危機，缺乏現金的宏福集團宣布退出《自立晚報》經營，《自立晚報》改由中國國民黨籍臺北縣議員陳錦錠擔任董事長、胡元輝擔任社長。
- 2000年5月20日，《自立晚報》創辦《台北捷運報》，自詡為第一份捷運報，定位為都會小型報，讀者鎖定搭台北捷運的上班族、學生，內容以生活資訊、影劇新聞為主[11]。同年，台北市政府曾以《台北捷運報》名稱易讓人產生「屬於台北市政府發行刊物」的聯想為由，要求《自立晚報》將《台北捷運報》改名，但不為《自立晚報》接受[12]。
- 2000年10月，民進黨籍台北市議員王世堅以新台幣六千萬元向陳錦錠購買《自立晚報》100%股權，王世堅出任《自立晚報》董事長，吳樹民任發行人，胡元輝請辭。王世堅接手《自立晚報》時，各界就對王世堅濃厚的政商背景感到不滿；媒體也爭相指責，王世堅接手《自立晚報》不但是政府勢力箝制、扼殺媒體喉舌的惡劣作為，亦是商業化摧殘媒體獨立精神的典型示範[13]。2001年7月，《自立晚報》員工256人群起抗爭，轟動全台灣，本次抗爭的導火線是：「王世堅欠薪三個月卻不說明，且一再以斷料斷電為要脅。員工發現：王世堅購買《自立》的（新台幣，以下皆同）六千萬元，僅兌現二千萬元，餘皆跳票；不過，王世堅卻將《自立》股權20%分別轉讓予楊基詮、陳秀麗各10%，總計得款二千四百萬元。顯然王世堅財力不足。王世堅總共積欠員工六個月薪資以及勞健保費。」[14]
- 王世堅接手沒人看好的《自立晚報》，並非偶然。一方面，王世堅從小就對《自立晚報》有所憧憬，特別是該報對美麗島事件的“敢言”讓他印象深刻；而後來《自立晚報》“報格下降、報份流失、支持者失望”，都讓他“難過”。另一方面，王世堅認為，長期以來，民進黨與台獨勢力的價值觀缺乏宣傳管道，民進黨執政也只是表面上的執政，在輿論上還是處於弱勢，而《自立晚報》更是一處彌足珍貴的“花園”。因此，儘管《自立晚報》早已債務纏身、虧損連連，王世堅的政商學界朋友也沒人看好這項投資，王世堅的政治老闆謝長廷也勸王世堅不要涉足其中；但王世堅仍抱著“知其不可為而為之”的決心，“希望讓《自立晚報》的黨外精神、獨立報格傳承下去”，於2000年10月7日簽約接手《自立晚報》，成為該報的董事長兼社長；《自立晚報》成為繼民間全民電視公司後，第二家由民進黨公職人員擔任負責人的媒體。矢志讓《自立晚報》成為台獨宣傳陣地的王世堅，一上任便將該報的白底紅字招牌換成綠底白字，同時將重點放在言論版，頻頻干預編輯部的人事及專欄文章，指示總編輯要加強專欄、民意論壇等篇幅，甚至在後來的財務紓困上也尋求民進黨高層的奧援，要求“政府出面協調銀行優惠貸款、民間企業投資、公營事業編列廣告預算、提供獨家新聞、促成《自晚》與《台灣日報》合併”等，引發社會質疑。2001年2月，王世堅將《自立晚報》員工工資減半，引發激烈的勞資糾紛。2001年3月6日，王世堅以“經營方向有誤”為由辭去《自立晚報》社長職務，退居幕後操作[15]。
- 2001年7月4日，王世堅成立「自立國際文化事業股份有限公司籌備處」，王世堅開客票給中醫師兼綠色和平電台董事長張福泰約新台幣六百多萬元，但這些資金必須經過自立國際文化公司籌備處、並且要王世堅本人蓋章才能提領。[16]
- 2001年7月26日上午，王世堅證實至少有新台幣一億五千萬元資金將投入《自立晚報》經營，他決定以新台幣一千元出讓《自立晚報》78%股權，但他將在該日下午召開的記者會中詳加說明具體事項；當時王世堅表示，目前已確定由前民進黨籍國民大會代表劉一德接任《自立晚報》社長，而「員工是否將減薪裁員」則將由新團隊決定。[17]該日下午，王世堅召開記者會，宣布以新台幣一千元出讓《自立晚報》給張福泰，張福泰接任《自立晚報》董事長，劉一德接任《自立晚報》社長；環球電視董事長張俊宏說，他不想看到始終陪著台灣民主化過程的《自立晚報》在民進黨執政的時候倒下，所以他找人接手經營《自立晚報》。[18][19]但《自立晚報》財務狀況仍不見起色，甚至發生王世堅與張福泰互相指控欺騙、都不認帳的爭議。[20]
- 2001年8月22日，王世堅召開《自立晚報》董事會，擔任記錄者為《自立晚報》財務兼副社長林鴻駿，董事會共同推舉張福泰擔任董事長、陳秀麗擔任副社長，但張福泰、陳秀麗與楊基銓均未出席，文件中卻有張福泰、陳秀麗與楊基銓的簽名。[16]
- 2001年9月，《自立晚報》員工八十餘人決定繼續出報以維持《自立晚報》命脈，並推選謝志鵬為社長，並組成「自立多媒體股份有限公司」主導發行《自立晚報》至今。
- 2001年9月10日上午，《自立晚報》工會代表到台北地檢署，按鈴控告王世堅與張福泰涉嫌侵占《自立晚報》員工勞工保險費和全民健康保險費超過新台幣八百萬元；員工們說，資方分別從2001年1月及3月開始沒有幫員工繳交勞工保險費和全民健康保險費，造成員工無法換發全民健康保險卡，而且資方完全缺乏解決的誠意，員工權益受到嚴重傷害；王世堅回應，當初《自立晚報》經營入不敷出，他還自掏腰包賠了新台幣一億多元，如今員工卻恩將仇報，他感到相當無奈；張福泰則是一整天都沒有進辦公室。[21]
- 2001年9月14日，張福泰撇清與《自立晚報》關係，王世堅要求張福泰承擔《自立晚報》財務問題。
- 2001年10月2日，《自立晚報》最後一次出報後停刊，《自立晚報》工會成立「自立晚報社治喪委員會」並宣布將於2001年10月10日（《自立晚報》創刊54周年）舉行「隆重的告別式」、也將持續為員工向資方追討工資。[20]該日下午，《自立晚報》工會與《自立晚報》總編輯劉從哲聯合召開記者會表示，《自立晚報》員工大會決定停刊，原因是：資方仍積欠員工2001年7月份的四分之一個月薪水與2001年8至9月份薪水，沒有現金購買印報紙張，台灣電力公司（台電）宣布將五股印刷廠斷電，資方又避不出面。最後一次出報的《自立晚報》，刊登了行政院新聞局局長蘇正平、臺灣電視公司（台視）總經理胡元輝、公共電視文化事業基金會（公視）總經理李永得、《中時晚報》社長陳國祥等曾任《自立晚報》總編輯者撰寫的《自立晚報》紀念文[22]。
- 2001年10月3日上午，《自立晚報》數十名員工在張福泰的「福大中醫診所」前砸雞蛋抗議，要求張福泰支付遣散費。[20]同日，《台灣日報》社論批評，陳水扁政府與民眾都忽略台灣的「媒體生態危機」[23]。
- 2001年10月4日，《台灣立報》社論批評，王世堅以紅頂商人之姿掏空自立報系、扼殺言論自由，「這是台灣的當代傳奇」[24]。
- 2002年2月4日，台北市政府核准設立自立多媒體。
- 2002年5月20日，澳洲《自立快報》宣布自該月21日起停刊。
- 2004年1月16日15點整，《自立晚報電子報》（www.idn.com.tw）在台北喜來登大飯店地下二樓舉辦「開台暨第一屆全民公投對獎遊戲活動酒會」。[25]
- 2015年8月19日下午，親民黨總統參選人宋楚瑜由前台南縣議會議長周五六陪同赴台南市永康區拜訪李雅樵，宋楚瑜說，當年《自立晚報》針砭時事，政府覺得有道理就會改，「不像現在，你罵你的，我做我的」[26]。

## 自立副刊
- 祝豐、杜文靖、向陽、劉克襄、林文義曾經主編自立副刊。
- 「自立副刊」有幾件值得台灣文學史家注意的事件。首先是副刊本身在文學推廣上所發揮的功能。1950年11月5日葛賢寧、鍾鼎文、覃子豪、紀弦、李莎等人策劃「新詩週刊」 ，作為詩人發表作品的園地，每週一出刊。從1950年11月5日開始，持續到1953年9月14日，共推出94期。紀弦(1~26期)、覃子豪(27~94)先後主編詩刊。1950年代一些著名的詩人、作家，像是鍾雷、鍾鼎文、墨人、李莎、上官予、潘壘等，常在這份詩刊發表作品。
- 自立副刊曾經連載柏楊著名的長篇小說〈異域〉（原名：〈血戰異域十一年〉）、姚嘉文〈台灣七色記〉，還有一些曾被國民政府視為異議人士的作品。一些著名的作家如楊逵、陳映真、楊青矗，坐牢出獄以後，聲譽受到很大的影響，主流媒體往往不願刊載他們的作品，「自立副刊」是他們發表作品的一個管道。
- 杜文靖主編時期，自立副刊曾經作為老、中、青「鹽分地帶」作家群發表作品的重要管道。1979年，杜文靖為了籌措鹽分地帶文藝營的經費，與黃勁連、羊子喬、黃崇雄等人合作，向當地一些作家、文藝愛好人士邀稿，並且策劃「鹽分地帶文學展」。該展從5月4日開始，一連展了45天，創下單一主題在台灣的副刊連載的最長記錄。雖然，這樣的作為在當時引發一些爭議與反彈，但是這個策展行動，不僅將久被埋沒的日治時期作家吳新榮、郭水潭、林芳年等人的生平事跡和作品發掘出來，也讓「鹽分地帶」的中生代和新世代作家嶄露頭角，林佛兒、楊青矗、黃勁連、羊子喬、張德本、林仙龍、陳艷秋等人皆是。
- 1979年起，自立晚報和鹽分地帶文友合辦「鹽分地帶文藝營」 ，從第1屆到第16屆(西元1994年)，沒有間斷。辦完第16屆營隊以後，將營隊的主辦權交給吳三連台灣史料基金會。1979年到1994年這段期間，自立副刊是營隊招生訊息、簡章、課程大綱，以及學員得獎作品的發表空間。
- 自立副刊曾在1982、1984、1987年舉辦「百萬元長篇小說徵文活動」，這個活動曾經引發爭議，因為每次進入決審的作品沒有一個雀屏中選，百萬元得主始終從缺。
- 文學活動的舉辦方面，1983年自立副刊與笠詩社合辦「藍星、創世紀、笠三角討論會」，討論「現代派以後詩壇的演講」與「主要社團運動的影響」兩大主題。隔年的2月11日，自立副刊與《台灣文藝》共同舉辦「台灣文學討論會」 ，在耕莘文教院舉行，邀請作家陳若曦、許達然、楊青矗來專題演講。1998年，自立晚報與國立歷史博物館、富邦藝術基金會共同舉辦「文化發展與民間力量」座談會，以「台灣社會與文化藝術之互動」及「民間力量在現代社會的文化角色」為議題舉行四場討論，主講人包括漢寶德、林保堯、黃光男、南方朔、鍾明德、林谷芳、徐佳士、蕭新煌、簡瑞榮等，主持人為徐佳士與李亦園，其中南方朔針對文學議題談「台灣文學市場及非市場機制」。
- 先後推出「文學月報」、「出版月報」、 霧社事件 、「發現東區」等等專輯，引領話題。此外，一些在台灣文學史上具有里程碑性質的文章，也曾刊登在自立副刊上，像是發現張我軍《亂都之戀》的黃天橫，所撰寫的〈台灣新文學的鼓吹者─張我軍及其詩集《亂都之戀》〉；鄭明娳的論文〈中國新詩一甲子〉；楊青矗與第三世界作家的對話錄……等等。

## 文化出版部
- 《自立晚報》的「文化出版部」於1980年代末也出版了不少台灣史相關書籍，在台灣文化、歷史、文學的推廣上，扮演很重要的角色。像是周婉窈《日據時代的台灣議會設置請願》、莊永明編纂《台灣名人小札》(1)(2)、鄭文聰《二二八官方機密史料》、蔡培火《台灣民族運動史》、楊碧川《台灣歷史年表》等書籍，對於台語字、詞典與相關論述，以及台灣文學的作品，也有所出版，比較著名的是，鄭良偉、許極燉、許成章、洪惟仁等學者的論述文集，以及姚嘉文《台灣七色記》與葉石濤《走向台灣文學》等書。此外，1992年4月第2期的《蕃薯詩刊》(主題為「若夠故鄉的春天」，是蕃薯詩社的刊物)，由自立報系文化出版部發行。
- 除了書籍的出版，文學活動的策劃與執行也是文化出版部負責的工作。1988年5月7日，自立報系文化出版部與前衛出版社合辦「台灣文化尋根」系列活動。隔年的1月1日到3月25日，自立報系舉辦「台灣文學寫作坊」，邀請多位台灣作家、學者授課。

## 外部連結
- 自立晚報 （页面存档备份，存于）